# Lev Prchala

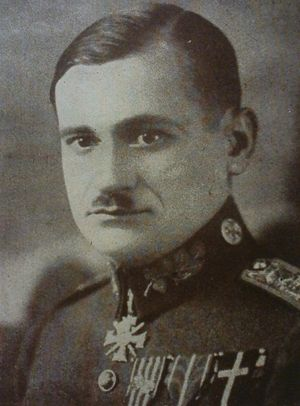
Lev Prchala

Lev Prchala (* 23. März 1892 in Polnisch-Ostrau, Österreich-Ungarn; † 11. Juni 1963 in Feldbach) war Armeegeneral der tschechoslowakischen Armee und erster Preisträger des Europäischen Karlspreises der Sudetendeutschen Landsmannschaft. Er war Minister in einer Regierung der Karpatenukraine.

## Leben
Lev Prchala wurde als Sohn eines Bergmannes in Schlesisch Ostrau geboren. Die Familie lebte später in Odrau. Nach dem Besuch des Gymnasiums in Friedeck begann er ein Theologiestudium an der Philosophisch-Theologischen Hochschule des Bistums Breslau im österreichisch-schlesischen Weidenau, das er abbrach und sich freiwillig zur österreichischen Armee meldete.
Als Kommandant einer Maschinengewehrabteilung geriet er 1916 in russische Kriegsgefangenschaft und schloss sich in Russland den Tschechoslowakischen Legionen an, die gegen Österreich-Ungarn kämpften. Bei Kriegsende war er dort Divisionskommandeur.
Nach der Unabhängigkeit der Tschechoslowakei studierte er an der Militärakademie in St. Cyr. Im Jahre 1938 war er Befehlshaber der 4. Armee in Südmähren. Ein Jahr später wurde er mit der Evakuierung der Karpatenukraine beauftragt, die durch den Wiener Schiedsspruch an Ungarn fiel. Vom 6. März 1939 bis  15. März 1939 war er kurz Finanzminister in der Regierung Awgustyn Woloschyn III in der Karpatenukraine.
Lev Prchala emigrierte nach der Besetzung der Tschechoslowakei ins Nachbarland Polen, wo er der polnischen Armee die Aufstellung einer Tschechoslowakischen Revolutionären Armee (Legion) aus tschechoslowakischen Flüchtlingen anbot. Im August 1939 wurden die ersten tschechoslowakischen Einheiten aufgestellt, erhielten aber nach dem Überfall der deutschen Wehrmacht auf Polen keine Waffen mehr. Das Gros der Einheiten wurde von der sowjetischen Armee interniert. Lev Prchala konnte sich nach Großbritannien absetzen. Hier kam es zum endgültigen Bruch mit dem Exil-Präsidenten Edvard Beneš und zur Gründung des Tschechischen Nationalausschusses, dessen Vorsitz er innehatte.
Nach 1945 kehrte er nicht mehr in seine Heimat zurück. Lev Prchala setzte sich für die Aussöhnung zwischen Deutschen und Tschechen ein. So war er 1950 einer der Unterzeichner des Wiesbadener Abkommens und 1958 erster Preisträger des Europäischen Karlspreises der Sudetendeutschen Landsmannschaft.
Prchala starb bei einem Erholungsaufenthalt in Feldbach (Steiermark). Auf Wunsch seiner Familie wurde er am 22. Juni 1963 auf dem Waldfriedhof in München neben seinem Freund Rudolf Lodgman von Auen beigesetzt.